# Bỏng nổ
Bỏng nổ (tên khoa học Flueggea virosa) hay còn gọi là Quả nổ trắng, Cơm nguội, Mác ten (tên tiếng Tày), Co cáng (tên tiếng Thái) là một loài thực vật có hoa thuộc họ Thầu dầu (Euphorbiaceae). Là loài cây bụi, cao 2-3 mét, mọc rải rác ở ven rừng. Ở Việt Nam nó có mặt tại các vùng rừng núi trên khắp cả nước. Cây có lá mỏng, nguyên, thường có hình bầu dục, đầu lá tù hoặc thuôn và gốc nhọn hình nêm, với lá kèm hình tam giác. Cành già màu nâu sẫm. Cây có hoa đơn tính khác gốc (cây đực và cây cái riêng biệt), với hoa đực mọc thành cụm nhiều hoa trong khi hoa cái mọc riêng lẻ hoặc thành cụm chỉ 2-3 cái. Quả nang hình cầu, màu trắng nhạt, có 3 mảnh vỏ, khi chín ăn được. Hạt hình 3 cạnh, màu đỏ nâu. Cây ra hoa từ tháng 6 tới tháng 8 và kết quả từ tháng 9 đến tháng 11. Vỏ thân, rễ cây có vị chát, có độc.
Bỏng nổ là một loại cây thuốc được sử dụng ở nhiều nước, trong đó Việt Nam, các nước châu Phi và Ấn Độ. với thành phần sử dụng làm dược liệu là lá, vỏ thân, rễ. Cây chứa nhiều alcaloit như securinin, flueggein, virosin, norsecurin, dihydroallosecurinin, securiotinin, phyllanthin,... và tanin. Cành lá (sắc lấy nước hoặc giã đắp) được dùng để trị viêm da, mụn nhọt, đắp lên vết thương, diệt trùng, rút mủ, trị mủ vàng, mụn bọc trắng, dùng để rút các gì sắt nằm lại trong vết thương ra khỏi cơ thể. Tại Ấn Độ, nước hám của thân cây dùng để trị tiêu chảy, kiết lị, còn rễ chữa sốt, sốt rét, khát nước, chóng mặt, chân tay run và bệnh lậu. Lá cùng với lá thuốc lá giã thành bột đắp trị sâu ở vết loét. Khi sử dụng, rễ của cây được thái mỏng, phơi sấy khô sao vàng, liều lượng 6-12g/ngày dạng nước sắc.
Đồng thời, bỏng nổ cũng là một loài cây có độc, chứa ở vỏ thân và rễ vì vậy nước ngâm vỏ cây được dùng làm thuốc trừ sâu và duốc cá. Thí nghiệm trên chuột cho thấy liều độc cấp tính của allantoit toàn phần LD30 = 592 mg/kg thể trọng, liều độc của securinin LD50 = 273 mg/kg thể trọng. Thử nghiệm cũng cho thấy securinin kích thích thần kinh trung ương của súc vật thí nghiệm.

## Hình ảnh

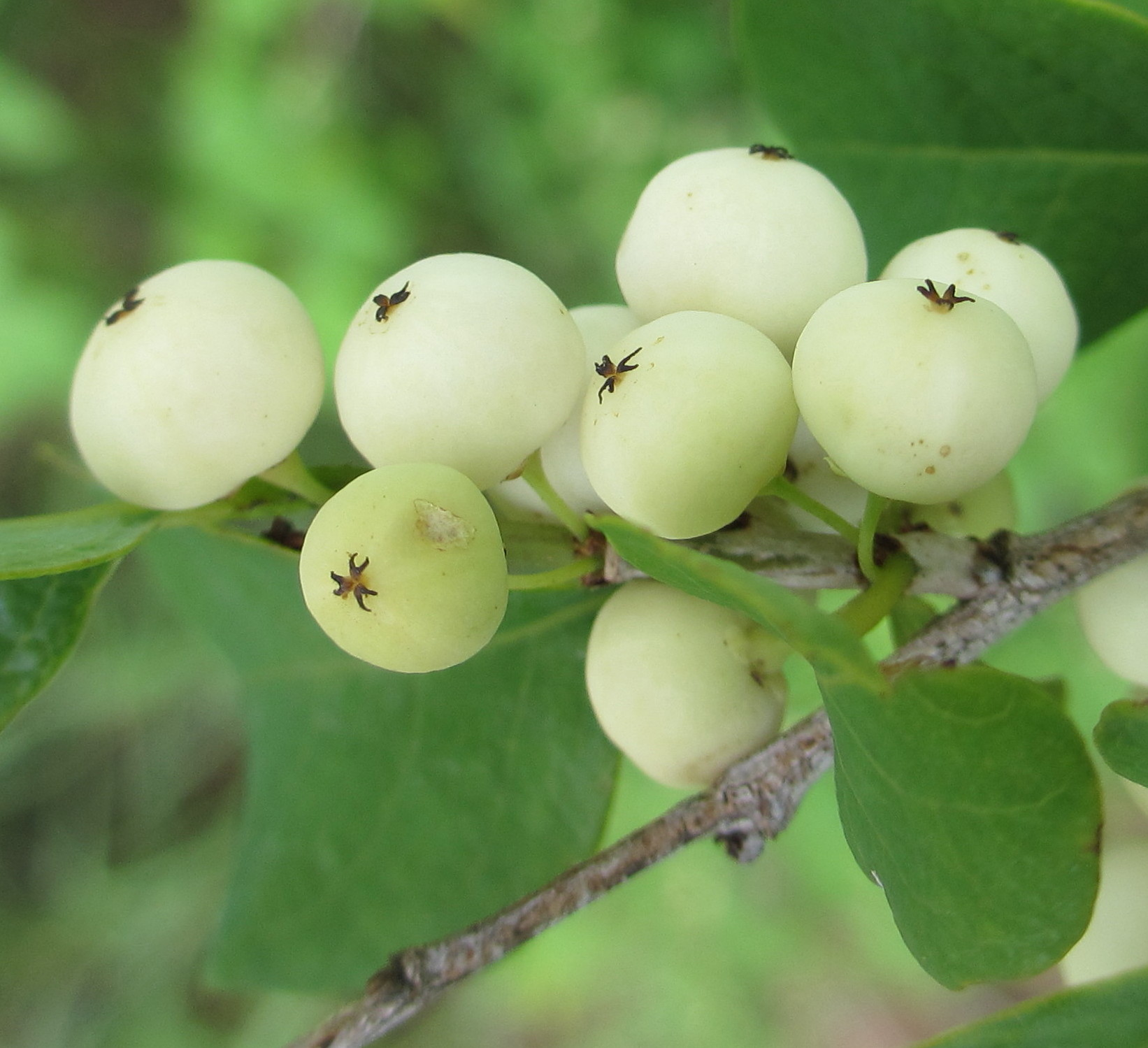
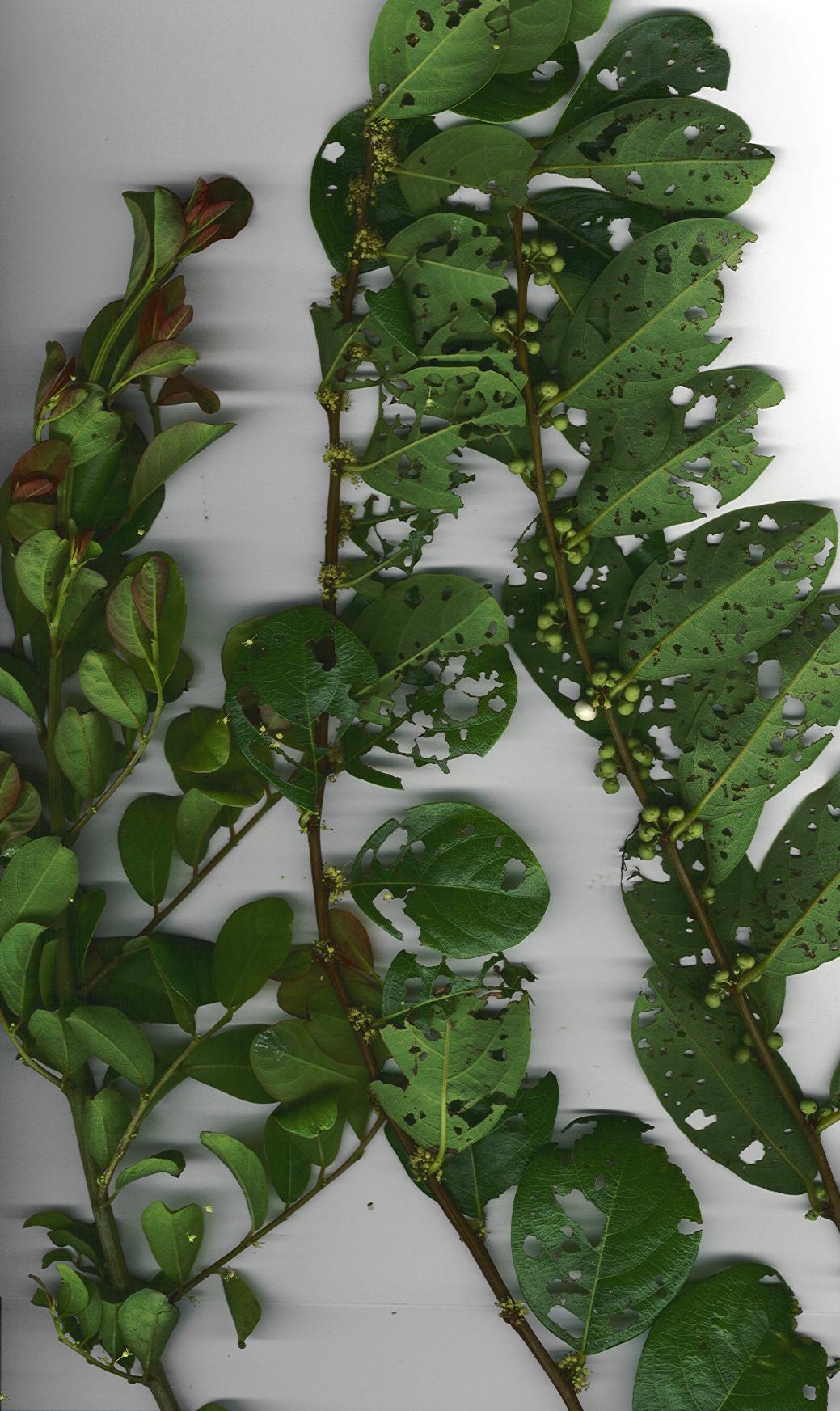
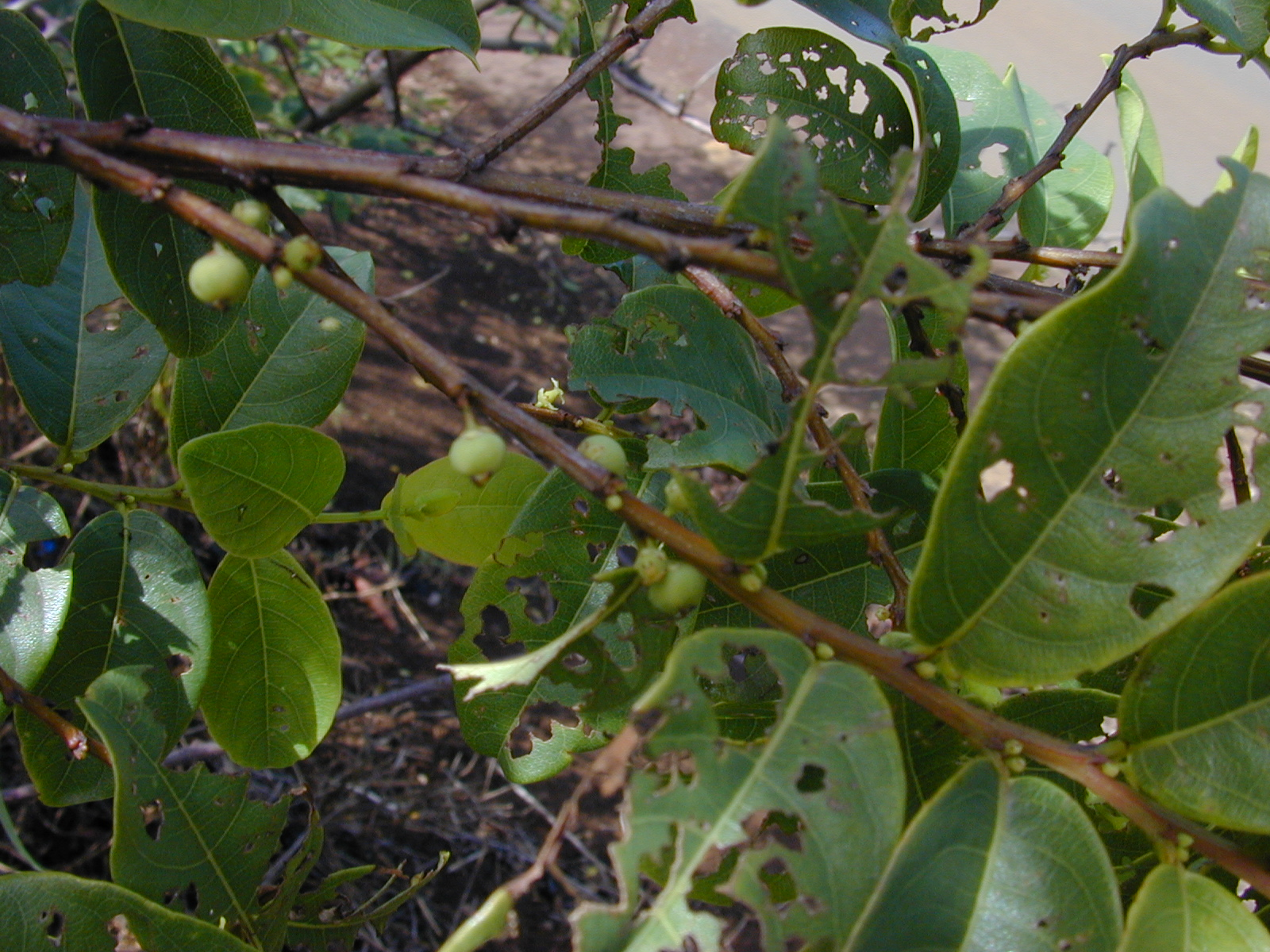
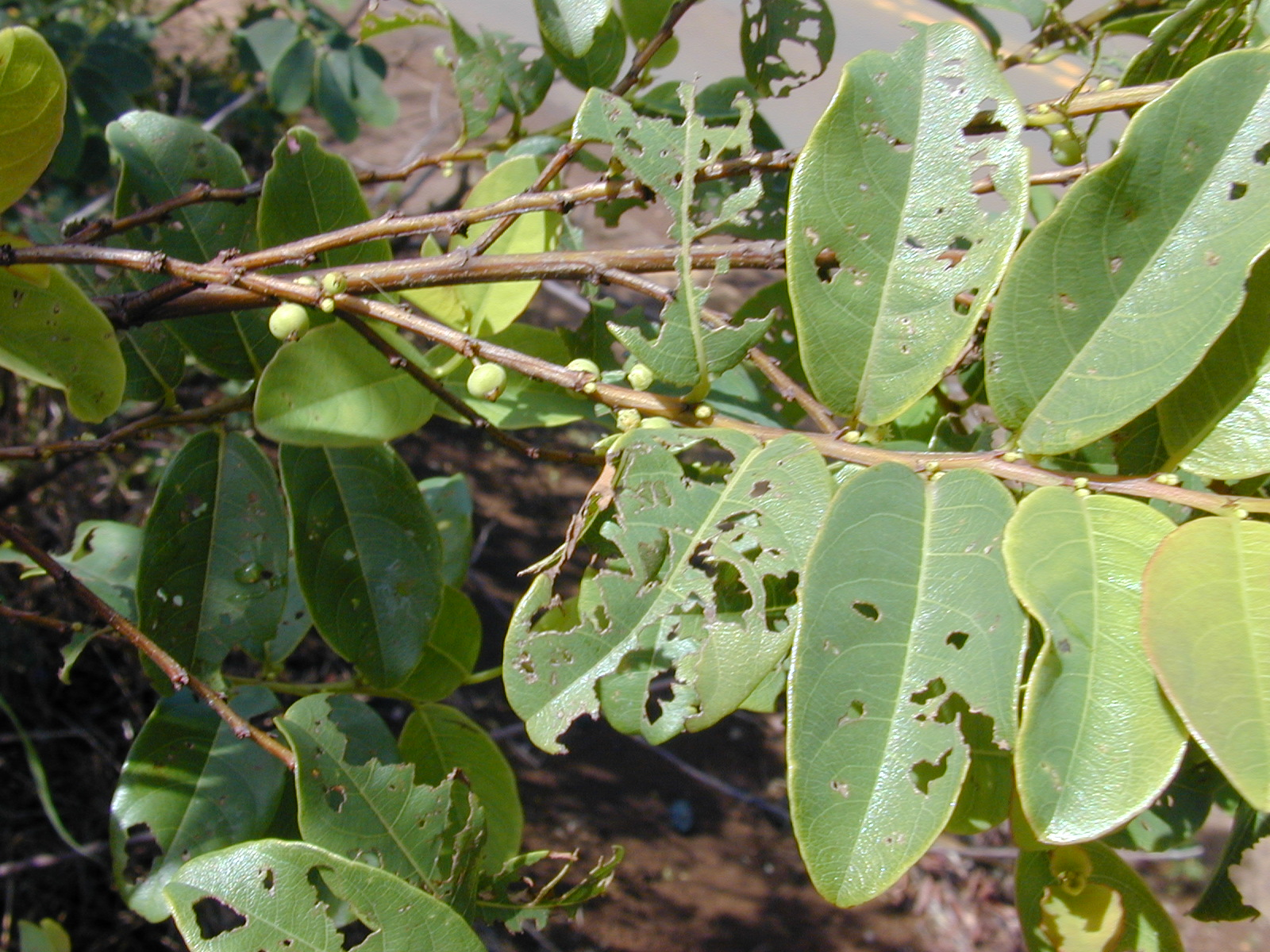